# 高麗町
高麗町（日语：こうらいちょう，Kōrai-Chō），日本鹿兒島縣鹿兒島市的町名，最早為薩摩國鹿兒島城下的高麗町。郵遞區號890-0051，人口數3,234人（2010年2月統計）。
島津義弘參與慶長之役後，隨軍隊回來的朝鮮人，最早聚居於此，因此得名。出生於此的名人包括大久保利通、野津道貫等人。